# Vàng anh lá bé
Vàng anh lá bé hay vàng anh lá nhỏ (danh pháp hai phần: Saraca indica) là một loài cây thuộc chi Vàng anh. Loài này được Linnaeus mô tả lần đầu năm 1767.

## Nhầm lẫn danh pháp
Vàng anh lá bé có phân bố ở Việt Nam và thường bị nhầm với cây vô ưu. Lý do là danh pháp đồng nghĩa với Saraca asoca là Saraca indica (non Linnaeus), tức là do người khác đặt. Còn Saraca indica (Linnaeus) do Linnaeus đặt không đồng nghĩa với Saraca asoca, tức là một loài khác.